# 138. østlige længdekreds
Den 138. østlige længdekreds (eller 138 grader østlig længde) er en længdekreds, der ligger 138 grader øst for nulmeridianen. Den løber gennem Ishavet, Asien, Stillehavet, Australasien, det Indiske Ocean, det Sydlige Ishav og Antarktis.